# Dvojdyšní
Dvojdyšní (Dipnoi, Dipneusti) jsou podtřída svaloploutvých ryb, jejíž zástupci dokážou dýchat vzdušný kyslík. Jsou známi z fosilních nálezů již od devonu a z fosilních pozůstatků je známo téměř 300 druhů v 64 rodech. Do současnosti však přežily jen 3 rody – Neoceratodus, Lepidosiren, Protopterus – které žijí ve stojatých vodách Austrálie, Afriky a Jižní Ameriky.

## Anatomie
Některé druhy mají jednu plíci, jiné plíce dvě. Mají také specifický cévní systém a kostru. Některé kosti, jako premaxila, maxila a dentale, nejsou vyvinuty, jiné lebeční kosti jsou výrazně odlišné od kostry ryb. Místo zubů mívají obvykle jen tzv. zubní desky a je vyvinut jen jeden pár vnějších nozder. Šupiny jsou u současných dvojdyšných cykloidní. Dvojdyšní mají autostylní připojení čelisti k lebce a chordu mají zachovánu po celý život. Dvojdyšným také chybí intrakraniální kloub (který je charakteristický pro svaloploutvé).
Tyto ryby jsou extrémně odolné vůči nedostatku potravy a vydrží bez jídla údajně až 4 roky.

## Recentní bahníci
| Recentní bahníci   | Recentní bahníci | Recentní bahníci                                | Recentní bahníci | Recentní bahníci |
| Řád                | Čeleď            | Druh                                            | Obrázek          | Poznámka         |
| ------------------ | ---------------- | ----------------------------------------------- | ---------------- | ---------------- |
| Ceratodontiformes  | Ceratodontidae   | bahník australský (Neoceratodus forsteri)       |                  |                  |
| Lepidosireniformes | Lepidosirenidae  | bahník americký (Lepidosiren paradoxa)          |                  |                  |
| Lepidosireniformes | Protopteridae    | bahník východoafrický (Protopterus aethiopicus) |                  |                  |
| Lepidosireniformes | Protopteridae    | bahník malý (Protopterus amphibius)             |                  |                  |
| Lepidosireniformes | Protopteridae    | bahník západoafrický (Protopterus annectens)    |                  |                  |
| Lepidosireniformes | Protopteridae    | bahník Dolloův (Protopterus dolloi)             |                  |                  |